# Sam Moore
Samuel David Moore, detto Sam (Miami, 12 ottobre 1935 – Coral Gables, 10 gennaio 2025), è stato un cantante, musicista e ballerino statunitense noto per aver fatto parte tra il 1961 ed il 1981 del più importante duo soul di sempre, Sam & Dave, in coppia con Dave Prater.

## Biografia
Fu introdotto nella Rock & Roll Hall of Fame, nella Grammy Hall of Fame, nella Vocal Group Hall of Fame e inoltre ricevette un Grammy Award.
Dopo lo scioglimento del duo proseguì per una lunga carriera solista.
Sam Moore è morto nel 2025 durante un ricovero in ospedale.

## Discografia da solista

### Album in studio
- 2002 - Plenty Good Lovin (registrato nel 1971)
- 2006 - Overnight Sensational

### Album natalizi
- 1998 - Papa Soul's Christmas
- 1998 - This Christmas